# Spinout (musikalbum)
Spinout (i vissa delar av världen California Holiday) är det fjortonde soundtrackalbumet av den amerikanske sångaren och musikern Elvis Presley, släppt av RCA Victor i både mono och stereo (LPM/LSP 3702) i november 1966. Albumet utgör soundtracket till filmen med samma namn från 1966, där Elvis Presley spelade huvudrollen. Låtarna till soundtracket spelades in i Radio Recorders studio B i Hollywood i Kalifornien den 16 och 17 februari 1966. I albumet ingår också tre bonuslåtar inspelade i RCA:s studio B i Nashville i Tennessee i maj och juni 1966.
Albumet nådde 18:e plats på Billboard 200-listan i USA, och 18:e plats även på den konkurrerande Cashbox-listan. I Storbritannien placerade det sig som bäst på 17:e plats på UK Albums Chart. Totalt såldes 300 000 exemplar av albumet i USA.

## Bakgrund

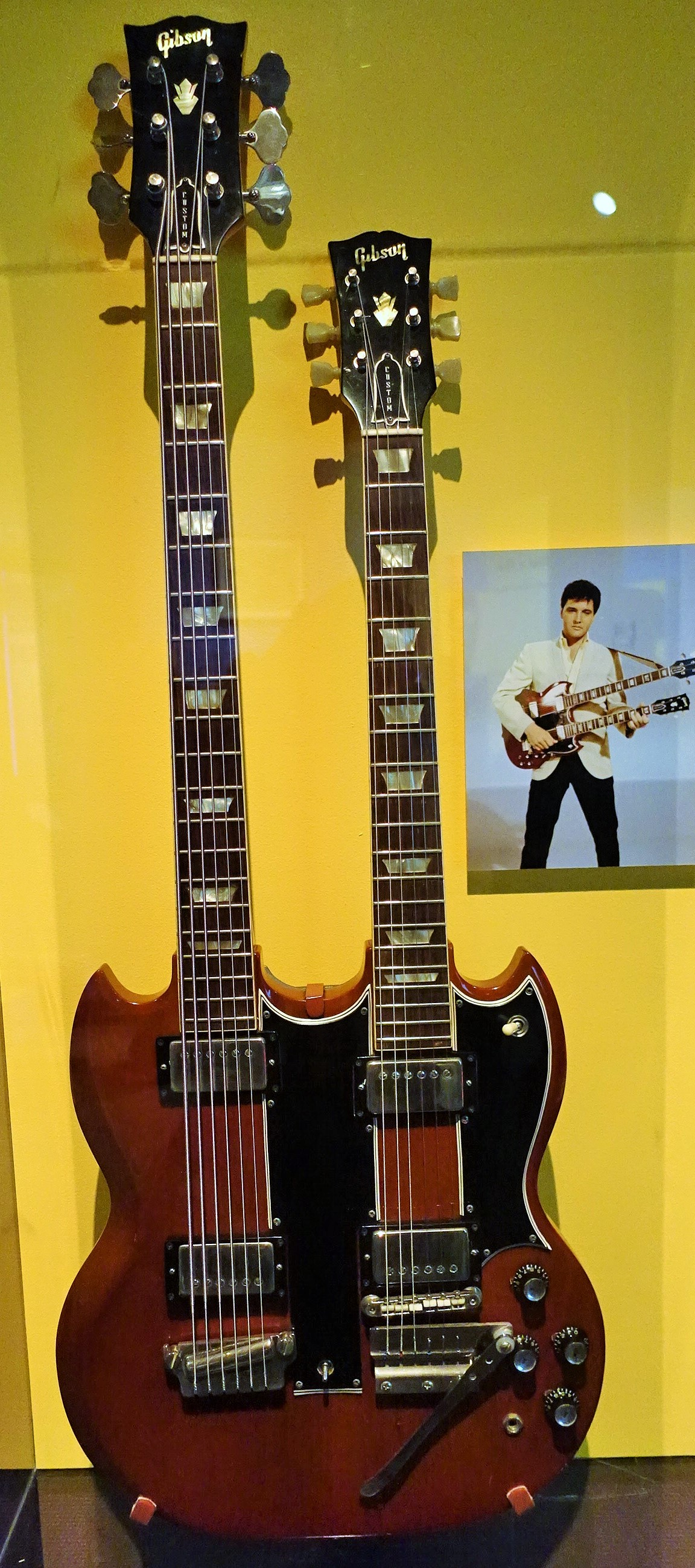
Den specialbyggda dubbelhalsade Gibson-gitarren EBS-1250, som Elvis Presley använde i filmen Spinout.

Under 1965 nådde Elvis Presley fortsatt framgång, med alla årets tre album placerade i topp 10 på Billboard 200. Han hade också stora internationella framgångar med låten "Crying in the Chapel", som nådde tredjeplatsen på singellistan i USA och förstaplatsen i Storbritannien. Men hans dominerande ställning i musikvärlden hade under några års tid försvagats, samtidigt som populärmusiken genomgick en radikal förändring med artister som Beatles och Rolling Stones som nya ledare på scenen.
Under denna period fokuserade Elvis nästan uteslutande på att spela in låtar för Hollywoodfilmer. Musikens sjunkande kvalitet var en konsekvens av rigida produktionskontrakt som gav filmbolagen och musikförlaget kontroll över hans repertoar. År 1965 blev därmed ett konstnärligt lågvattenmärke för Elvis, präglat av filmer och soundtrackalbum som generellt ansågs hålla låg kvalitet. Elvis själv var alltmer missnöjd med materialet, som enligt diskografen Ernst Jørgensen ofta bestod av undermåliga låtar skapade främst för att maximera intäkterna. Tidigare framstående låtskrivare som Otis Blackwell och Jerry Leiber och Mike Stoller hade tappat intresset för att arbeta med Elvis, delvis till följd av att förlaget Hill & Range krävde att de avstod en del av sina royaltyersättningar utan några garantier för att låtarna skulle spelas in.
Den första inspelningssessionen 1966 var för Paramountfilmen Spinout. Elvis manager, Tom Parker, hade varit pådrivande för att fler upptempolåtar skulle spelas in till filmen och soundtracket i förhoppning om att det skulle öka försäljningen. Detta resulterade i ett album som var betydligt mer livfullt än flera av Elvis tidigare utgivningar. Musikskribenten Shane Brown ser dessa inspelningar som de första tecknen på en förbättring, efter de mestadels mediokra inspelningar som präglade Elvis arbete 1965.

## Komposition, stil och texter

### Radio Recorders, 16–17 februari 1966
Den 14 februari 1966 deltog Elvis Presley i ett planeringsmöte där låtarna till soundtracket Spinout valdes ut. Inspelningarna ägde rum den 16 och 17 februari 1966 i Radio Recorders studio B i Hollywood i Kalifornien. Till inspelningarna hade kärnan från Elvis studioband i Nashville flugits in: Scotty Moore på gitarr, Bob Moore på bas, D. J. Fontana och Murrey "Buddy" Harman på trummor, Floyd Cramer på piano och Homer "Boots" Randolph på saxofon. Bakgrundssången stod gruppen The Jordanaires för, med Gordon Stoker, Neal Matthews, Hoyt Hawkins och Ray Walker. Gruppen förstärktes av gitarristerna Hilmer J. "Tiny" Timbrell och Tommy Tedesco.
Den första låten som spelades in var Sid Teppers och Roy C. Bennetts "Smorgasbord". Det är en rockorienterad låt som gavs en lekfull känsla, förstärkt av en stadig energi från saxofonspelet. Texten är fyndig men tidstypisk, där skildringen av kvinnor som bufférätter på ett smörgåsbord kan uppfattas som problematisk ur ett senare perspektiv. Nästa inspelade låt var Joy Byers rocklåt "Stop, Look and Listen", en ovanlig låt för ett Elvis-soundtrack vid den tiden eftersom den inte skrevs specifikt för filmen. Den hade tidigare spelats in av både Ricky Nelson och Bill Haley. Jämfört med Ricky Nelsons version framförde Elvis låten i ett betydligt högre tempo och med större intensitet. Resultatet blev en hektisk inspelning där Elvis uppvisar en vid tiden ovanlig djärvhet i sitt framförande.

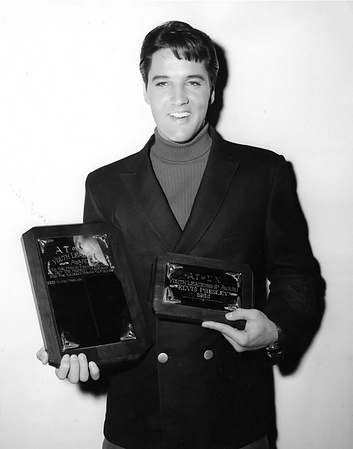
Elvis Presley 1966, vid erhållandet av "Sigma Chi Fraternity Leadership Award".

"Am I Ready", en ballad av Tepper och Bennett, bygger på det klassiska stycket To a Wild Rose av den amerikanske kompositören Edward MacDowell. Elvis ansträngde sig för att skapa en fin inspelning och hanterade sången med stor omsorg, men som med många andra av hans soundtrackinspelningar är ljudkvaliteten inte optimal och framstår som något dämpad. "Beach Shack" är ett calypso-inspirerat nummer skrivet av låtskrivartrion
Bill Giant, Bernie Baum och Florence Kaye. Trots att det är ett relativt förutsägbart tillskott till soundtracket, lyftes låten av Elvis positiva attityd och den ljusa stämningen i framförandet.
Nästa dags inspelningar inleddes med Doc Pomus och Mort Shumans "Never Say Yes". Det är en livfull rocklåt med ett Bo Diddley-inspirerat beat, och verserna visar tydliga influenser från Buddy Hollys "Not Fade Away". I likhet med "Beach Schack" präglas låten av en glad och lättsam stämning, även om texten är något barnslig.
Titellåten "Spinout", skriven av Ben Weisman, Dolores Fuller och Sid Wayne, är en rocklåt som sticker ut genom att ligga mer i linje med tidens popmusik än många av Elvis inspelningar de senaste åren. Elvis sång är väl nyanserad och låten valdes som singel från albumet, även om den kanske fungerar bättre som albumspår än som singel.
"All That I Am", en ballad med latinamerikanska rytmer, var det tredje bidraget från Tepper och Bennett. Eftersom fokus låg på låtar med rockkaraktär inkluderades endast två ballader i filmen – denna och "Am I Ready". Låten fick också ett stråkarrangemang, vilket var något nytt för en Elvisinspelning. Den blev den andra låten från albumet som gavs ut på singel och visar Elvis förkärlek för låtar i latinamerikansk stil. "Adam and Evil", en rock'n'roll-låt av Fred Wise och Randy Starr, inleds med en medryckande trumsekvens som omedelbart fångar lyssnarens uppmärksamhet. Låten har en kitschig charm och är lättsam och underhållande. Sessionen avslutades med Ben Weismans och Sid Waynes "I'll Be Back", en rocklåt som Elvis spelade in i ett medelhögt tempo. "I'll Be Back" ("Jag kommer tillbaka") fungerade som avslutning på filmen – ett medvetet utformat avslut. Liksom flera andra av soundtracklåtarna lyftes den av Elvis positiva attityd, och den ansågs så pass stark att den anmäldes till förnomineringen, som föregår den slutliga Oscarsnomineringen.

### RCA:s studio B, 25–26 maj 1966

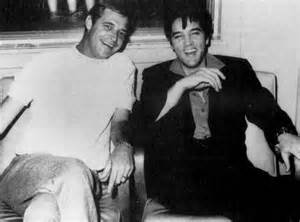
Producenten Felton Jarvis och Elvis Presley i RCA:s studio B i Nashville den 10 september 1967, ett drygt år efter inspelningarna där av "Down in the Alley", "Tomorrow Is a Long Time" och "I'll Remember You".

Den 25 maj 1966, efter nästan två och ett halvt år av enbart filmmusikinspelningar, återvände Elvis Presley till RCA:s studio B i Nashville för fyra intensiva inspelningspass. Detta var första gången Elvis arbetade med producenten Charles Felton Jarvis, som tog över efter Steve Sholes och skulle förbli Elvis producent under resten av hans karriär. Musikerna som deltog var: på gitarr Scotty Moore och Chip Young, på hawaiigitarr Peter Drake, på trummor och slagverk D. J. Fontana och Murrey "Buddy" Harman, på bas Bob Moore och på saxofon Homer "Boots" Randolph och Rufus Long. Floyd Cramer spelade piano, och han fick under inspelningsdag två hjälp av David Briggs på orgel och piano, medan Henry Slaughter från The Imperials spelade piano under dag ett och tre. Charlie McCoy var med den första och tredje inspelningsdagen och alternerade mellan bas, munspel och gitarr. Körarrangemangen hade förstärkts; förutom The Jordanaires deltog nu även gruppen The Imperials (Armond Morales, Jake Hess, Gary McSpadden, Sherrill Nielsen och Henry Slaughter, de gånger han inte spelade piano), och de kvinnliga sångarna Millie Kirkham, June Page och Dolores Edgin.
Fokus under sessionen låg på att skapa ett nytt gospelalbum. Detta blev How Great Thou Art, som var både nyskapande och olikt hans tidigare verk. Men sessionerna resulterade också i inspelningar av flera andra låtar, däribland under första inspelningsdygnet "Down in the Alley" och Bob Dylans låt "Tomorrow Is a Long Time". Efter att under flera år bara ha spelat in filmlåtar av tvivelaktig kvalitet hade Elvis musikaliska experimenterande främst skett i hemmet. När han återvände till studion fick han äntligen möjligheten att förverkliga sina artistiska ambitioner och omsätta sina erfarenheter i praktiken. Detta markerade en vändpunkt i hans karriär, där han återfick kontrollen över sin musik och vågade utforska nya konstnärliga vägar.

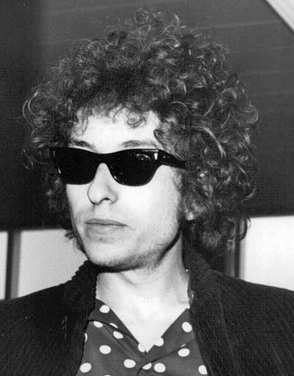
Bob Dylan (1966) som skrev "Tomorrow Is a Long Time", sade själv att Elvis inspelning av låten var den han värdesatte mest bland alla de coverversioner som gjorts av hans låtar.

"Down in the Alley" hade varit en R&B-hit för The Clovers 1957. Elvis framför den i en ny blues-tappning på ett sätt som han inte hade gjort sedan inspelningen av "Reconsider Baby" från albumet Elvis Is Back! 1960. Det visade att Elvis fortfarande kunde leverera kraftfulla bluesframträdanden. Inspelningen markerade en övergång, där Elvis, för första gången på flera år, befann sig i ett aktuellt musikaliskt sammanhang – en stil som inte hade varit främmande för The Animals eller andra liknande rockgrupper under denna tid. Den råa och energiska karaktären i inspelningen var ett tydligt avbrott från de mer kontrollerade och polerade gospel- och filmmusiklåtar han hade spelat in under de senaste åren och var en återgång till den hårdare, mer autentiska bluesstilen han var känd för under sina tidiga år.
Elvis Presleys konstnärliga förnyelse blev tydlig genom hans tolkning av Bob Dylans "Tomorrow Is a Long Time". Låten, som han hade hört på Odettas album Odetta Sings Dylan från 1965, erbjöd Elvis en chans att experimentera med en mer introspektiv och vemodig stil. Jämfört med Odettas version, framstår Elvis tolkning som tystlåten och osäker. Han förenklade också arrangemanget till en country-blues-stil som var helt hans egen. Inspelningen var ett viktigt steg i Elvis karriär, då den markerade en återgång till ett musikaliskt sammanhang som han inte hade varit en del av på många år. Låten placerade honom inom modern folkmusik- och countrygenrerna, vilket var en markant förändring från de filmmusiklåtar som dominerat under de senaste åren.
Inspelningen av "Tomorrow Is a Long Time" är långt över fem minuter lång, vilket gjorde den till den längsta låten som Elvis hade släppt vid den tiden. Det var oväntat att låten släpptes utan att kortas ned. Genom att spela in en längre låt fick Elvis större frihet att experimentera, vilket öppnade upp för nya möjligheter att uttrycka sig musikaliskt. Den hade kunnat ges ut på singel, men i stället valdes den mer traditionella "Love Letters", och "Tomorrow Is a Long Time" gömdes som bonuslåt på ett soundtrack som få, utöver Elvisanhängarna, kom att lyssna på. Låten blev dock inte bara en av de två Bob Dylan-låtar som Elvis spelade in.
 Den blev även den coverversion som Bob Dylan tre år senare skulle lyfta fram som sin favoritcover av en av sina egna låtar.

### RCA:s studio B, 10 & 12 juni 1966

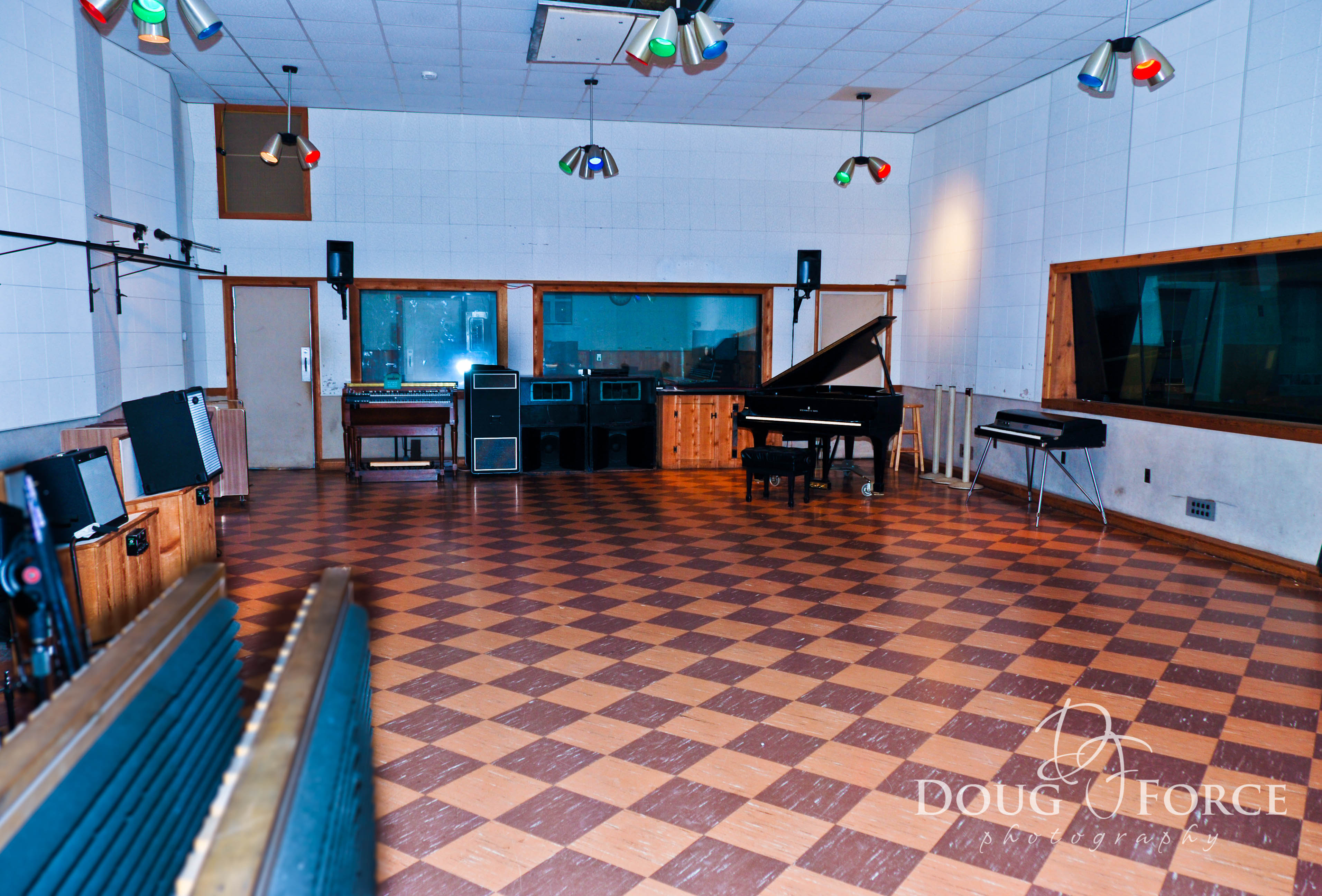
RCA:s studio B i Nashville, där Elvis ofta spelade in och där han den 12 juni 1966 sjöng in "I'll Remember You".

Under inspelningssessionen den 25–28 maj 1966, var planen att även spela in en julsingel. Men inspelningen av julsingeln blev aldrig av, vilket gjorde att en ny session behövde planeras in. Denna uppföljningssession inleddes den 10 juni i RCA:s studio B. Musikerna var i stort sett desamma som vid den föregående inspelningen. Harold Bradley hade förstärkt på gitarr, David Briggs fick återigen hjälp av Henry Slaughter från The Imperials på orgel, och Rufus Long spelade ensam på saxofon, bland annat på "I'll Remember You". Bakgrundssångarna var desamma, förutom att Jimmie Murray hade ersatt Sherrill Nielsen i The Imperials.. När inspelningarna skulle börja stannade Elvis dock kvar på sitt motellrum. Han förklarade att han var förkyld och inte hade någon energi att spela in. I stället skickade han sin vän och livvakt, Red West, till studion för att sjunga i hans ställe. Producenten Felton Jarvis fick därför arrangera inspelningarna med musikerna, medan Elvis senare fick lägga på sin sång. Red West sjöng på tre låtar under kvällen och natten, balladerna "Indescribably Blue" och "I'll Remember You", samt sin egen julsång "If Every Day Was Like Christmas". Två dagar senare, när sessionen var avslutad och musikerna hade lämnat, kom Elvis till studion och ersatte Red Wests sång med sin egen.
"I'll Remember You" är en romantisk, hjärtskärande ballad om längtan, skriven av den hawaiianske kompositören Kui Lee, som avled senare samma år i cancer. Låten har en lätt hawaiiansk influens i sitt arrangemang. När låten ursprungligen utkom på Spinout-albumet var inspelningen kraftig förkortad från 4.10 till 2.45. Elvis valde senare att inkludera låten i sin live-repertoar och framförde den 1973 under konserten Aloha from Hawaii Via Satellite, vars intäkter gick till Kui Lees cancerfond.

## Utgivning och marknadsföring

### Albumets placeringar

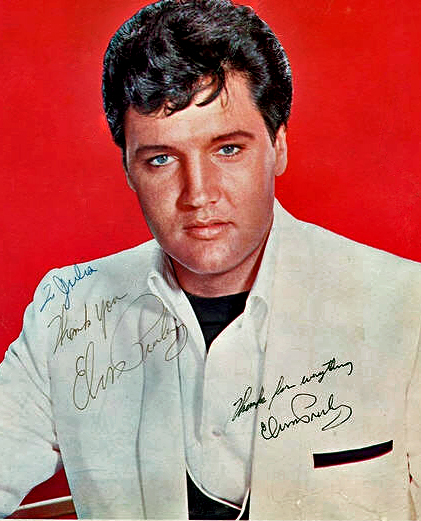
Originalutgåvorna av Spinout i mono (LPM-3702) och stereo (LSP-3702) innehöll ett 30 x 30 cm stort foto av Elvis, taget vid samma tillfälle som fotot på skivomslaget, och från vilket denna bild har beskurits.

Albumet Spinout debuterade på plats 135 på albumlistan "Billboard Top LP's" i USA den 29 oktober 1966. Efter åtta veckor på listan, den 17 december 1966, nådde det plats 18, där det stannade i tre veckor. Det blev albumets högsta position under de 32 veckor det låg på listan.
På Cashbox noterades albumet första gången också den 29 oktober 1966 på plats 71 på tidningens bästsäljarlista, som vid tiden listade 100 album. Efter elva veckor på listan nådde det plats 18, vilket blev dess högsta position under de 20 veckor det låg på listan. I Storbritannien nådde albumet plats 17 på UK Albums Chart, och stannade på listan i sex veckor.

### Singelns placeringar
"I september 1966 släpptes singeln "Spinout" i USA, med "All That I Am" som B-sida, inför filmpremiären och albumsläppet. "Spinout", som var filmens titellåt, nådde plats 40 på Billboard Hot 100-listan, medan "All That I Am" nådde plats 41. Det blev ett nytt lägsta resultat för en icke-säsongsbetonad A-sida på en Elvis-singel. I Storbritannien var det endast "All That I Am" som marknadsfördes, och den nådde plats 18. Singeln sålde 400 000 exemplar i USA, vilket var i linje med den senaste tidens försäljning.

### Senare utgåvor av albumet
I maj 1994 gavs albumet ut på cd som del av Double Features-serien, tillsammans med Double Trouble. I maj 2004 gavs albumet ut på Follow That Dream-etiketten i en utökad cd-utgåva med originalalbumets låtar och flera alternativa tagningar.

## Mottagande

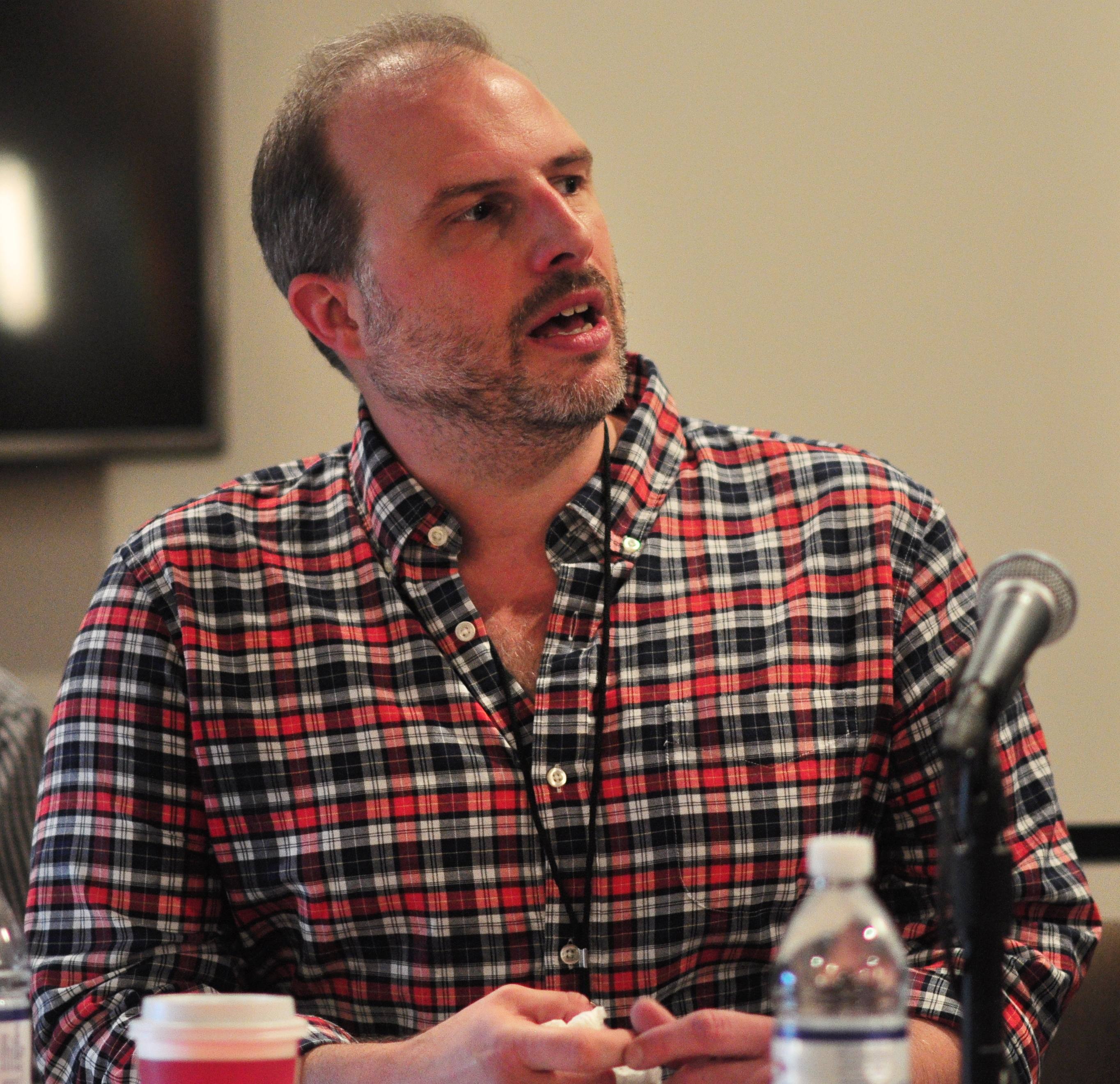
Stephen Thomas Erlewine, som ansåg att albumet var en vändpunkt för Elvis.

Den amerikanske musikkritikern och musikjournalisten Stephen Thomas Erlewine, skrivande för Allmusic, menade att Spinout kan ses som det album där Elvis Presley försiktigt påbörjar återhämtningen från sin bottennivå. Höjdpunkterna är enligt Erlewine Bob Dylans "Tomorrow Is a Long Time", där Elvis briljerar och engagerar sig i 60-talets musikaliska förändringar, samt den intensiva blueslåten "Down in the Alley", som visar Elvis glädje i att sjunga genuin blues.

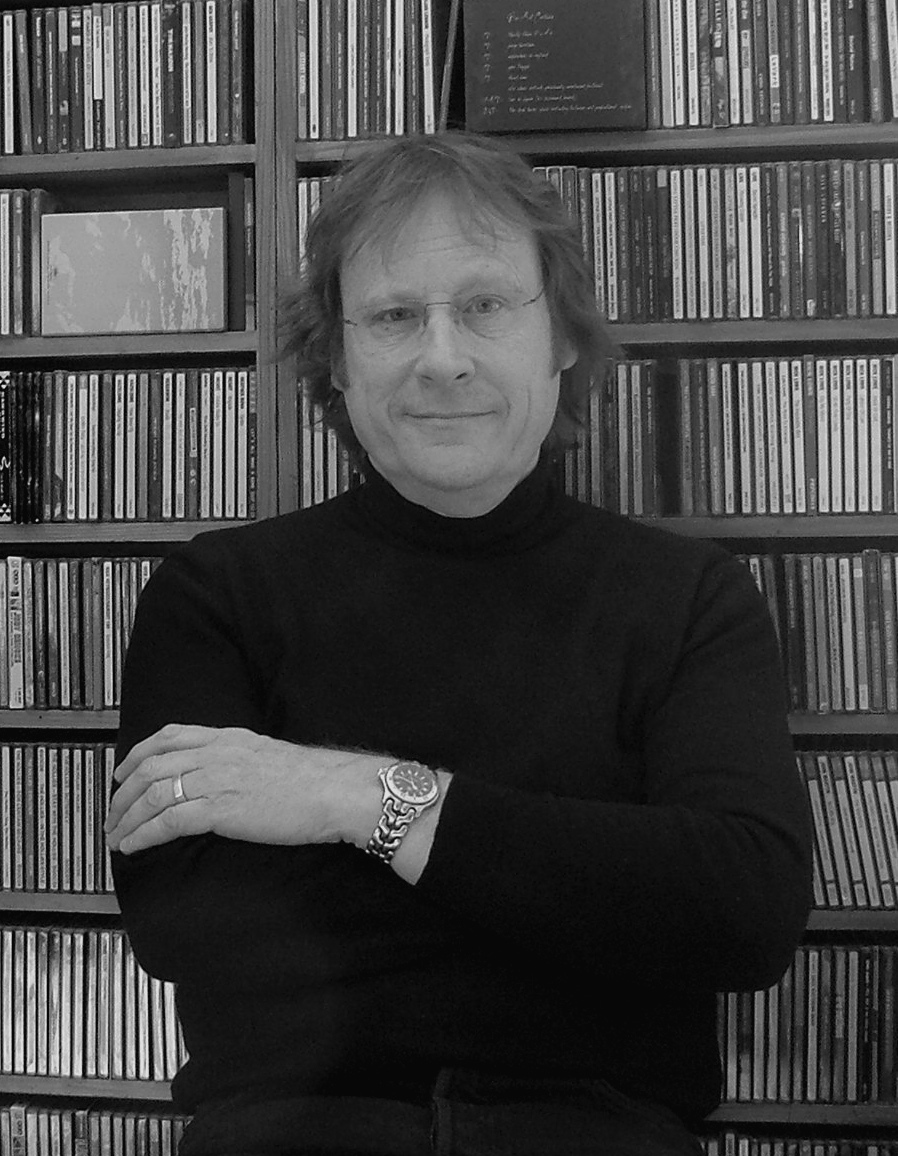
Den brittiske musikskribenten Colin Larkin, som menade att Elvis version av Bob Dylans "Tomorrow Is a Long Time" var trollbindande.

Även om de nio låtarna från soundtracket inte alls når upp till samma höjder, anser han att låtar som "Stop, Look and Listen" med sin svängiga energi, den lättsamma rumban "Never Say Yes" och det intensiva titelspåret "Spinout" erbjuder viss stil och energi. Dessa låtar är förvisso inte mästerverk, men har ändå kvaliteter som saknades på de tidigare soundtrackalbumen Harum Scarum och Paradise, Hawaiian Style.
Den brittiske musikskribenten Colin Larkin beskrev albumet som innehållande nio mestadels intetsägande låtar från soundtracket, men framhöll att det stärktes av de tre låtar som inte förekom i filmen. Den främsta av dessa var enligt Larkin en trollbindande version av Bob Dylans "Tomorrow Is a Long Time". Larkin menade att den visar att Elvis Presley var medveten om förändringarna inom den samtida popmusiken, något som annars inte framgår av de torftiga soundtracklåtarna.
Musikkritikern Dave Marsh ansåg att Spinout innehöll några tunga blueslåtar och en fin tolkning av Dylan-låten "Tomorrow Is a Long Time". Enligt musikskribenten Robert Matthew-Walker sticker "Tomorrow Is a Long Time" ut på albumet Spinout "som en Mozartkomposition som hittats under en hög med österrikiska dryckesvisor."
Musikskribenten Paul Simpson beskrev soundtrackalbumet som präglat av svaga och rutinmässiga låtar, där endast "Adam and Evil" har någon sorts rock'n'roll-energi. Bland balladerna framhöll han "All That I Am" och "Am I Ready", medan övriga soundtracklåtar kritiserades för att få Elvis att låta som en imitation av sig själv. Simpson menade dock att albumets främsta inslag vid dess utgivning var de tre bonuslåtarna: "Bob Dylans "Tomorrow Is a Long Time", Clovers gamla hit "Down in the Alley" och den smärtsamt vackra "I'll Remember You"."

## Försäljning
När albumet Spinout gavs ut i juni 1966, sålde det i 300 000 exemplar, vilket var en liten förbättring jämfört med de två föregående soundtrackalbumens försäljning.

## Låtlistor
Spinout

### 1966, originalutgåva, LP
| 1. | Stop, Look and Listen | Joy Byers                              | 16 februari 1966 | 1:30 |
| 2. | Adam and Evil         | Fred Wise, Randy Starr                 | 17 februari 1966 | 1:52 |
| 3. | All That I Am         | Sid Tepper, Roy C. Bennett             | 17 februari 1966 | 2:15 |
| 4. | Never Say Yes         | Doc Pomus, Mort Shuman                 | 17 februari 1966 | 1:50 |
| 5. | Am I Ready            | Sid Tepper, Roy C. Bennett             | 16 februari 1966 | 2:24 |
| 6. | Beach Shack           | Bill Giant, Bernie Baum, Florence Kaye | 16 februari 1966 | 1:45 |

| 1.           | Spinout                              | Ben Weisman, Dolores Fuller, Sid Wayne | 17 februari 1966                          | 2:32  |
| 2.           | Smorgasbord                          | Sid Tepper, Roy C. Bennett             | 16 februari 1966                          | 1:56  |
| 3.           | I'll Be Back                         | Ben Weisman, Sid Wayne                 | 17 februari 1966                          | 2:02  |
| 4.           | Tomorrow Is a Long Time (bonus song) | Bob Dylan                              | 26 maj 1966                               | 5:19  |
| 5.           | Down in the Alley (bonus song)       | Jesse Stone                            | 26 maj 1966                               | 2:49  |
| 6.           | I'll Remember You (bonus song)       | Kui Lee                                | 10 juni 1966 (track) 12 juni 1966 (vocal) | 2:42  |
| Total längd: | Total längd:                         | Total längd:                           | Total längd:                              | 28:56 |

### 2004, Follow That Dream-utgåva, CD
Cd 1
| 1.           | Stop, Look and Listen                 | Joy Byers                              | 16 februari 1966 | 1:31  |
| 2.           | Adam and Evil                         | Fred Wise, Randy Starr                 | 17 februari 1966 | 1:55  |
| 3.           | All That I Am                         | Sid Tepper, Roy C. Bennett             | 17 februari 1966 | 2:18  |
| 4.           | Never Say Yes                         | Doc Pomus, Mort Shuman                 | 17 februari 1966 | 1:53  |
| 5.           | Am I Ready                            | Sid Tepper, Roy C. Bennett             | 16 februari 1966 | 2:26  |
| 6.           | Beach Shack Side 2                    | Bill Giant, Bernie Baum, Florence Kaye | 16 februari 1966 | 1:48  |
| 7.           | Spinout                               | Ben Weisman, Dolores Fuller, Sid Wayne | 17 februari 1966 | 2:35  |
| 8.           | Smorgasbord                           | Sid Tepper, Roy C. Bennett             | 16 februari 1966 | 2:01  |
| 9.           | I'll Be Back Bonus Songs              | Ben Weisman, Sid Wayne                 | 17 februari 1966 | 2:07  |
| 10.          | Tomorrow Is a Long Time               | Bob Dylan                              | 26 maj 1966      | 5:24  |
| 11.          | Down in the Alley                     | Jesse Stone                            | 26 maj 1966      | 2:52  |
| 12.          | I'll Remember You New Bonus Tracks    | Kui Lee                                | 10 juni 1966     | 2:48  |
| 13.          | Stop, Look and Listen (takes 1, 2, 3) | Joy Byers                              | 16 februari 1966 | 3:40  |
| 14.          | Am I Ready (take 1)                   | Sid Tepper, Roy C. Bennett             | 16 februari 1966 | 2:29  |
| 15.          | Never Say Yes (takes 1, 2)            | Doc Pomus, Mort Shuman                 | 17 februari 1966 | 2:41  |
| 16.          | Spinout (takes 1, 2)                  | Weisman, Fuller, Wayne                 | 17 februari 1966 | 3:26  |
| 17.          | All That I Am (takes 1, 2)            | Sid Tepper, Roy C. Bennett             | 17 februari 1966 | 3:57  |
| 18.          | Adam and Evil (takes 1, 14, 16)       | Fred Wise, Randy Starr                 | 17 februari 1966 | 5:49  |
| 19.          | Smorgasbord (take 1)                  | Sid Tepper, Roy C. Bennett             | 16 februari 1966 | 2:21  |
| 20.          | Beach Shack (takes 1, 2, 3)           | Giant, Baum, Kaye                      | 16 februari 1966 | 3:47  |
| 21.          | Am I Ready (takes 3, 4)               | Sid Tepper, Roy C. Bennett             | 16 februari 1966 | 2:51  |
| 22.          | Never Say Yes (takes 4, 5)            | Doc Pomus, Mort Shuman                 | 17 februari 1966 | 2:17  |
| 23.          | All That I Am (take 4)                | Sid Tepper, Roy C. Bennett             | 17 februari 1966 | 2:42  |
| 24.          | Stop, Look and Listen (take 6)        | Joy Byers                              | 16 februari 1966 | 1:34  |
| 25.          | Smorgasbord (take 5)                  | Sid Tepper, Roy C. Bennett             | 16 februari 1966 | 2:24  |
| Total längd: | Total längd:                          | Total längd:                           | Total längd:     | 68:56 |

## Medverkande
Uppgifterna är hämtade från Keith Flynn och Ernst Jørgensen och avser inspelningar gjorda i Radio Recorders studio B i Hollywood, Kalifornien, den 16–17 februari 1966, i RCA:s studio B i Nashville, Tennessee, den 25–26 maj 1966 och den 10 och 12 juni 1966.

- Elvis Presley – sång vid alla inspelningstillfällen.
- Scotty Moore – gitarr vid alla inspelningstillfällen.
- Hilmer J. "Tiny" Timbrell – gitarr vid inspelningarna av soundtracklåtarna.
- Tommy Tedesco – gitarr vid inspelningarna av soundtracklåtarna.
- Bob Moore – bas vid alla inspelningstillfällen.
- D. J. Fontana – trummor vid alla inspelningstillfällen.
- Murrey "Buddy" Harman – trummor vid alla inspelningstillfällen; dessutom timpani vid inspelningarna av "Tomorrow Is a Long Time", "Down in the Alley" och "I'll Remember You", och bongotrummor vid inspelningstillfället av "I'll Remember You".
- Floyd Cramer – piano vid alla inspelningstillfällen utom vid inspelningen av "I'll Remember You".
- Homer "Boots" Randolph – saxofon vid alla inspelningstillfällen utom vid inspelningen av "I'll Remember You".
- Chip Young – gitarr vid inspelningarna av "Tomorrow Is a Long Time", "Down in the Alley" och "I'll Remember You"-
- Peter Drake – hawaiigitarr vid inspelningarna av "Tomorrow Is a Long Time" och "Down in the Alley".
- Rufus Long – saxofon vid inspelningarna av "Tomorrow Is a Long Time", "Down in the Alley" och "I'll Remember You".
- Henry Slaughter (från The Imperials) – piano vid inspelningarna av "Tomorrow Is a Long Time" och "Down in the Alley"; orgel vid inspelningen av "I'll Remember You".
- Charlie McCoy – bas, munspel, gitarr vid inspelningarna av "Tomorrow Is a Long Time" och "Down in the Alley".
- Harold Bradley – gitarr vid inspelningen av "I'll Remember You".
- David Briggs – piano på "I'll Remember You".
- Charlie Hodge – piano på "Beach Shack".
- Red West – guide vocal på "I'll Remember You".
- The Jordanaires: Gordon Stoker, Neal Matthews, Hoyt Hawkins och Ray Walker – bakgrundssång vid alla inspelningstillfällen.
- The Imperials: Armond Morales; Jake Hess; Gary McSpadden; Sherrill "Shaun" Nielsen – bakgrundssång vid inspelningarna av "Tomorrow Is a Long Time" och "Down in the Alley"; med Jimmie Murray i stället för Sherrill Nielsen vid inspelningen av "I'll Remember You".
- Millie Kirkham, June Page och Dolores Edgin – bakgrundssång vid inspelningarna av "Tomorrow Is a Long Time", "Down in the Alley" och "I'll Remember You".
- George Stoll – producent för MGM för soundtracklåtarna.
- Felton Jarvis – producent för "Tomorrow Is a Long Time", "Down in the Alley" och "I'll Remember You".
- Dave Wiechman – ljudtekniker på soundtracklåtarna.
- Jim Malloy – ljudtekniker på "Tomorrow Is a Long Time", "Down in the Alley" och "I'll Remember You".

## Topplistor
|  |

|  |

|  |

|  |

| Lista (1966)                     | Högsta position |
| Storbritannien (UK Albums Chart) | 17              |
| USA (Cashbox Top 100 Albums)     | 18              |
| USA (Billboard 200)              | 18              |